# Phélypeaux
Phélypeaux ist der Name einer ausgestorbenen Familie des französischen Adels. Ursprünglich hieß sie Le Picard und Phélypeaux war lediglich ein Beiname, der schließlich den Familiennamen ersetzte.
Die aus der Gegend von Blois stammenden Phélypeaux waren die Familie mit den meisten Ministerämtern des Ancien Régime, sie stellte von 1610 bis 1781 ununterbrochen Minister und Staatssekretäre für die französische Monarchie, wobei sie häufig mehrere Ressorts innehatten. Zu ihren Mitgliedern zählen auch ein französischer Kanzler, Prälaten und ein Generalgouverneur von Westindien.
Nachdem das Haus Phélypeaux von 1770 bis 1777 das Herzogtum La Vrillière besessen hatte, starb es 1799 im Mannesstamm und 1818 insgesamt aus.

## Geschichte
Der erste bekannte Vorfahre ist Jean Le Picard, verheiratet mit Jeanne Hurault, Siegelbewahrer des Grafen von Blois, der 1297 erwähnt wird.
Nachdem Ludwig I. von Anjou, der zweite Sohn von König Johann dem Guten, 1360 zum Herzog von Anjou gemacht worden war, ernannte er Philippe Le Picard, genannt Philippeau, Seigneur de La Brosse-Gastée, Sohn von Jean Le Picard und mit Jeanne de Morvilliers verheiratet, zu seinem Intendanten für die Grafschaft Beaufort und übertrug ihm das Amt des Intendanten für die Deiche (Turcies et Levées) im Anjou. Seine Nachkommen hatten diese Ämter unter den Herzögen Ludwig II. und René ebenfalls inne.
In der vierten Generation teilte sich die Familie in die Linien Frontenailles und Ville-Sablon auf. Die ältere Linie starb 1799 mit Louis Edmond Antoine Le Picard de Phélippeaux aus, ein Artillerieoffizier im Dienst Großbritanniens, der Akkon gegen Napoleon Bonaparte verteidigte und wohl an der Pest starb.
Die jüngere Linie stieg ab Ende des 16. Jahrhunderts im Dienst des Königs auf; sie teilte sich in die Linien La VrillIère und Pontchartrain:
- Die Mitglieder des ersten Zweiges hatten unter Ludwig XIV. vom Vater auf den Sohn das vierte Staatssekretariat inne, das für das Haus des Königs und die Angelegenheiten der „angeblich reformierten Religion“ (Réligion Prétendument Réformée, R.P.R.) zuständig war.
- Der zweite Zweig, dem ein Kanzler Ludwigs XIV., Louis II. Phélypeaux de Pontchartrain (1643–1727), sowie der Comte de Maurepas (1701–1781) angehörten, der der wichtigste Ministers Ludwigs XVI. war, ohne diesen Titel zu tragen, ist der erfolgreichste.

## Erste Generationen
1. Jean Le Picard, erwähnt seit 1297, Siegelbewahrer des Grafen von Blois
  1. Philippe Le Picard, genannt Philippeau († vor 1399), Seigneur de La Brosse-Gastée; ⚭ Jeanne de Morvilliers
  2. Jean Le Picard, genannt Philippeau, 1399/1400 bezeugt, Seigneur de La Brosse Gastée; ⚭ Marguerite Thierry, Tochter von Jean Thierry, Capitaine der Stadt Blois
    1. Jean l’Ainé Le Picard, genannt Philippeaux († 1423/42); ⚭ Jeanne Le Maçon – Nachkommen: die Herren von Frontenailles († 1799)
    2. Jean le Jeune Le Picard, genannt Philippeaux († 1461). Seigneur de Ville-Sablon; ⚭ vor 1450 Catherine Artault
      1. Guillaume Le Picard, genannt Phélippeaux († 1525), Seigneur de Ville-Sablon; ⚭ vor 1500 Perrette Cottereau, Tochter von Jean Cotterereau, Händler in Blois, und Perrette Doucet
        1. Raymond Phélipeaux († nach 1543), Seigneur de La Vrillière; ⚭ 1521 Robine de Lutz
          1. Louis Phélipeaux, 1553 bezeugt, Seigneur de La Cave et de La Vrillière; ⚭ 1557 Radegonde Garrault, Tochter von Jean Garrault de Quantes, Seigneur de Contay, und Isabelle (alias Anne) NN
            1. Raymond Phélypeaux (* 1560; † 1629), Seigneur d’Herbault et de La Vrillière, Trésorier de l’Épargne im Jahr 1599 und Secrétaire d’État im Jahr 1621; ⚭ 1594 Claude Gobelin (* 1560), Tochter von Balthazar Gobelin, Trésorier de l’Épargne, und Anne de Raconis – Nachkommen: der Zweig La Vrillière
            2. Suzanne Phélypeaux († 1651); ⚭ Paul Ardier (1563–1638), Seigneur de Beauregard, Trésorier de l’Épargne
            3. Paul (1569–1621) Secrétaire d’État; ⚭ 1605 Anne de Beauharnais († 1653), Tochter von François I. de Beauharnais und Madeleine (alias Anne) Bourdineau – Nachkommen: die Herren und Grafen von Pontchartrain
            4. Jean Phélypeaux († 1660) Seigneur de Villesavin, Comte de Buzançais; ⚭ Isabelle Blondeau, Tochter von Guy Blondeau, Notaire et Secrétaire du Roi, und Marie Bourdin
              1. Anne Phélypeaux (* 1613; † 1694), Dame de Villesavin; ⚭ 1627 Léon Bouthillier (* 1608; † 1652), Seigneur, dann Comte de Chavigny, Secrétaire, dann Ministre d’État

## Zweig La Vrillière

### Titel und Besitz
- Die Phélypeaux de La Vrillière wurden als Marquis von Châteauneuf-sur-Loire (Loiret) eingesetzt. Sie vergrößerten das Schloss Châteauneuf-sur-Loire, das 1653 von Louis I. Phélypeaux de La Vrillière (1599–1681) erworben und im 18. Jahrhundert an den Herzog von Penthièvre weiterverkauft wurde, erheblich.
- Im 17. Jahrhundert kauften sie auch das Schloss Tanlay (Yonne), das 1678 für sie zum Marquisat erhoben und 1704 wieder verkauft wurde.
- Das Schloss Herbault in Neuvy (Loir-et-Cher), das sie im 17. Jahrhundert kauften.
- Die Burg La Vrillière in Saint-Lubin-en-Vergonnois (Loir-et-Cher); das Marquisat de La Vrillière wurde 1770 zum Herzogtum erhoben, erlosch jedoch einige Jahre später mit seinem ersten Inhaber Louis Phélypeaux de Saint-Florentin (1705–1777).
- Das Hôtel de La Vrillière in Paris (in dem seit 1811 die Banque de France ihren Sitz hat) wurde 1635 von François Mansart für Louis I. Phélypeaux de La Vrilliére errichtet. Im Jahr 1712 musste Louis II. Phélypeaux de La Vrillière, der laut Saint-Simon „ziemlich schlecht in seinen Geschäften“ war, es an den Comte de Toulouse verkaufen, der diesem Palais seinen Namen gab.
- Das Hôtel Saint-Florentin (später Hôtel Talleyrand genannt), das der Duc de La Vrillière Ende der 1670er Jahre bauen ließ, in dem er 1777 und Talleyrand 1838 starben.

### Stammliste
1. Raymond (* 1560; † 1629), Seigneur d’Herbault et de La Vrillière, Trésorier de l’Épargne im Jahr 1599 und Secrétaire d’État im Jahr 1621; ⚭ 1594 Claude Gobelin (* 1560), Tochter von Balthazar Gobelin, Trésorier de l’Éaprgne, und Anne de Raconis
  1. Balthazar († 1663), Seigneur d’Herbault, Trésorier de l’Épargne; ⚭ 1620 Marie Le Féron, Tochter von Raoul Le Féron, Conseiller du Roi, und Renée Hennequin – Nachkommen: die Herren von Herbault
  2. Anne (* 1595; † 1632/33); ⚭ Henri de Buade, Comte de Palluau et de Frontenac – die Eltern von Louis de Buade (* 1622; † 1698), Comte de Palluau et de Frontenac, Gouverneur von Neufrankreich
  3. Louis I. (* 1599; † 1681), Seigneur de La Vrillière, Marquis de Châteauneuf et de Tanlay, Secrétaire d’État; ⚭ 1635 Marie Particelli († 1670), Tochter von Michel Particelli, Seigneur d’Emery et de Thoré, Surintendant des Finances, und Anne (alias Marie) Le Camus
    1. Louis, 1654/67 bezeugt, Secrétaire d’État en survivance
    2. Marie († 1681); ⚭ Jean Claude de Rochechouart de Mortemart, Comte de Tonnay-Charente et de l’Île d’Yeu, Colonel du Régiment de La Marine (Haus Rochechouart)
    3. Balthazar (* 1638; † 1700), Marquis de Tanlay, Châteauneuf, Thorey etc., Seigneur de La Vrillière, Comte de Saint-Florentin, 1669 Secrétaire d’État, 1671 Schriftführer des Ordens vom Heiligen Geist; ⚭ 1670 Marie Marguerite de Fourcy (* 1653; † 1711), Tochter von Jean de Fourcy, Seigneur de Chessy, Conseiller secrétaire du Grand Conseil, und Marguerite Fleuriau d’Armenonville
      1. Louis II. (1672–1725), Marquis de La Vrillière, Châteauneuf et Tanlay, Secrétaire d’État; ⚭ 1700 Françoise de Mailly (* 1688; † 1742), Tochter von Louis, Comte de Mailly, und Anne Marie Françoise de Sainte-Hermine, sie heiratete in zweiter Ehe 1731 Paul Jules de La Porte (* 1666; † 1731), Duc de Mazarin et de La Meilleraye
        1. Anne Marie (alias Hélène, * 1702; † 1716)
        2. Marie Jeanne (* 1704; † 1793); ⚭ 1718 Jean-Frédéric Phélypeaux de Pontchartrain (* 1701; † 1781), Comte de Maurepas, Secrétaire d’État (siehe unten)
        3. Louis III. (* 1705; † 1777), Marquis und 1770 Duc de La Vrillière, Comte de Saint-Florentin, Ministre d’État und Secrétaire d’État; ⚭ 1724 Amélie Ernestine (* 1701; † 1767), Comtesse de Platen, Tochter von Graf Ernst August von Platen-Hallermund und Sophia Caroline Eva Antoinette von Offen (Platen (pommersches Adelsgeschlecht))
        4. Louise Françoise (* 1708; † 1737); ⚭ 1722 Louis Robert Hippolyte de Bréhan, Comte de Plélo (* 1699; X 1734) – ihre Tochter Louise Félicité de Bréhan (1726–1796) heiratete 1740 Emmanuel Armand de Vignerot du Plessis (1720–1788), Duc d’Aiguillon, Secrétaire d’État aux Affaires étrangères.

      2. Balthazar († 1724), 1693 Abt von Nieul
      3. Balthazar Henri († 1709), Brigadier des Armées du Roi
      4. Charlotte (alias Catherine, * um 1675; † 1697); ⚭ 1692 Louis d’Aubusson (* 1673; † 1725), Duc de la Feuillade, Pair und Marschall von Frankreich

    4. Michel (* 1642; † 1694), 1664–1676 Bischof von Uzès, ab 1676 Erzbischof von Bourges
    5. Raymond († 1692), Comte de Saint-Florentin, Lieutenant Colonel des Régiment Colonel-Général dragons
    6. Augustin (X 1673), Galeerenkapitän
    7. Pierre († 1691), Seigneur, dann Baron d’Hervy, Brigadier des armées du Roy, Mestre de camp du Régiment Royal-Dauphin Étranger
    8. Victor († 1665), Abt von Saint-Vincent de Nieul-sur-l’Autise, bestattet in der Abtei Sainte-Geneviève
    9. Agnès (alias Anne, † jung)

  4. Isabelle (* 1611; † 1642); ⚭ 1627 Louis III. de Crevant (* um 1606; † 1638), Marquis d’Humières – die Eltern von Louis de Crevant (* 1628; † 1694), Marquis, dann Duc d’Humieres, Marschall von Frankreich
  5. Claude († 1642); ⚭ 1617 Jacques du Blé d’Uxelles (X 1629), Baron d’Uxelles
  6. Antoine François († 1665), Seigneur du Verger, Conseiller d’État; ⚭ Marie de Villebois (* um 1622; † 1701), Tochter von Jacques de Villebois, Maître d’Hôtel du Roi
    1. Raymond Balthazar (* um 1655; † 1718), Seigneur du Verger, Lieutenant-général des Armées du Roi, Gouverneur-général des Isles de l’Amérique
    2. Jacques Antoine (* 1654; † 1732), Bischof von Lodève

  7. Françoise Marie, als Witwe Karmelitin; ⚭ 1617 Henri de Neufville de Villeroy, Comte de Bury († 1628), Sohn von Charles de Neufville, Baron de Bury, und Jacqueline de Harlay

## Zweig Pontchartrain

### Titel und Besitz
- Das Schloss Pontchartrain wurde 1609 von Paul Phélypeaux de Pontchartrain gekauft und blieb in Familienbesitz bis zum Tod des Comte de Maurepas ohne direkten Erben im Jahr 1781. Danach wurde es zusammen mit dem Schloss Maurepas an die Familie Mancini vererbt (1781) (Herzogin von Nevers). Während der Revolution wurde die Grafschaft verkauft, nach der Revolution wurde der Großteil der Grafschaft Maurepas-Ponchartrain an die Familien Cossé-Brissac (1808) und Rochechouart (1818) zurückgegeben und ging dann an die Marquis d’Havrincourt über.
- Die Grafschaft Maurepas (Yvelines) wurde 1691 für Louis II. Phélypeaux de Pontchartrain (1643–1727) geschaffen.
- Die Baronie Chef-Boutonne im Poitou wurde 1712 von Jérôme Phélypeaux de Pontchartrain erworben und später zugunsten eines seiner Söhne in eine Markgrafschaft umgewandelt.
- Die Baronie Beynes (Yvelines) wurde 1713 erworben, wodurch die Domäne von Pontchartrain (Jours), Maurepas, Beynes, Coignières usw. damals eine Fläche von 7.974 Hektar erhielt.
- Wälder von Maurepas, Beynes, Sainte-Apolline (Plaisir) und Villiers-Cul-de-Sac.

### Stammliste
1. Paul (* 1569; † 1621) Secrétaire d’État; ⚭ 1605 Anne de Beauharnais († 1653), Tochter von François I. de Beauharnais und Madeleine (alias Anne) Bourdineau
  1. Louis I. (* 1613; † 1685), Secrétaire d’État; ⚭ 1639 Marie Suzanne Talon († 1653), Tochter von Jacques Talon, Conseiller d’État, und Catherine Gueffier
    1. Suzanne (* 1641; † 1690); ⚭ 1656 Jérôme II. Bignon (* 1627; † 1697), Conseiller d’État
    2. Louis II. (* 1643; † 1727), Comte de Pontchartrain et de Maurepas, Kanzler von Frankreich, Secrétaire d’État; ⚭ 1668 Marie de Maupeou († 1714), Tochter von Pierre III. de Maupeou, Seigneur de Bruyères, und Catherine (alias Marie) Quentin de Richebourg
      1. Louis (* 1668; † 1684)
      2. Jérôme (* 1674; † 1747), Comte de Pontchartrain et de Maurepas, Secrétaire d’État; ⚭ (1) 1697 Christine Eléonore de La Rochefoucauld de Roye (* 1681; † 1708), Tochter von Frédéric Charles de La Rochefoucauld, Comte de Roye et de Roucy, und Isabelle de Durfort-Duras; ⚭ (2) 1713 Hélène Angélique Rosalie de L’Aubespine de Verderonne (* 1690; † 1770), Tochter von Etienne Claude de L’Aubespine, Marquis de Verderonne, und Marie Anne de Fessard
        1. Marie Françoise Christine (* 1698; † 1701)
        2. Louis François (* 1700; † 1708)
        3. Jean-Frédéric (* 1701; † 1781), Comte de Maurepas, Secrétaire d’État und Ministre d’État; ⚭ 1718 Marie Jeanne Phélypeaux de La Vrillière (* 1704; † 1793), Tochter von Louis II. Phélypeaux, Marquis de La Vrillière, Châteauneuf et Tanlay, Secrétaire d’État, und Françoise de Mailly
        4. Paul Jérôme (* 1703; † 1775), Marquis de Chef-Boutonne, dann Marquis de Pontchartrain, Lieutenant-général des Armée du Roi; ⚭ Angélique de Galard de Béarn († 1817)
        5. Charles Henri (* 1706; † 1734), 1734 designierter Bischof von Blois
        6. Marie Louise Rosalie (* 1714; † 1780); ⚭ 1729 Maximilien Emmanuel de Watteville, Marquis de Conflans et d’Illiers
        7. Madeleine Angélique Françoise (* 1715; † 1781), genannt Hélène; ⚭ Louis-Jules Mancini-Mazarini (* 1716; † 1798), Duc de Nevers, Pair de France
          1. Hélène Julie Rosalie Mancini de Mazarin, genannt Mademoiselle de Nevers; ⚭ 1753 Louis Marie Fouquet, Comte de Gisors (* 1732; † 1758)
          2. Adélaide Diane Hortense Délie Mancini (* 1742; † 1808); ⚭ 1760 Louis Hercule Timoléon de Cossé (* 1734; † 1792), Duc de Cossé, 1780 Duc de Brissac, Comte de Pontchartrain
            1. Jules de Cossé-Brissac (* 1761; † 1773)
            2. Adélaide Pauline Rosalie de Cossé-Brissac (* 1765; † 1820); ⚭ 1782 Victurnien Jean Baptiste de Rochechouart, Duc de Mortemart, Pair de France (* 1752; † 1812) (Haus Rochechouart)

    3. Marie Claude (* 1644; † 1661); ⚭ 1660 Louis Henri Habert de Montmort († 1686), Maître des requêtes, Sohn von Henri Louis Habert de Montmor, Seigneur de Montmor, und Henriette Marie de Buade
    4. Jean Baptiste (* 1646; † 1711); ⚭ 1683 Anne Marie de Beauharnais (* 1644; † 1723), Tochter von François III. de Beauharnais und Charlotte de Bugey
      1. Jean Louis (* 1688; † 1763), Comte de Montlhéry
      2. François (* 1689; † 1715); ⚭ 1710 Marie Catherine Voisin de Saint-Paul, Tochter von Louis Voisin, Seigneur de Saint-Paul, und Marie Le Blais
        1. Sohn (* um 1711; † 1723)
        2. Marie Catherine († 1760); ⚭ 1734 Charles Antoine III. Gouffier (* 1698; † 1777), Marquis d’Heilly
        3. Sohn († jung)

  2. Marie († 1670); ⚭ Anne Mangot († 1665), Seigneur de Villarceaux, Sohn von Claude Mangot, Siegelbewahrer von Frankreich
  3. Claude († 1682); ⚭ Pierre de Hodicq, Comte de Marly-la-Ville
  4. Charlotte; ⚭ Louis (alias Claude) Frère (* 1610; † 1643), Seigneur de Crolles, Premier Président au Parlement de Grenoble

## Ministerämter
- Secrétaires d’État aux ceux de la religion prétendue réformée:
  - 1610–1621: Paul Phélypeaux de Pontchartrain, Seigneur de Pontchartrain
  - 1621–1629: Raymond Phélypeaux, Seigneur d’Herbault et de La Vrillière
  - 1629–1681: Louis I. Phélypeaux, Marquis de La Vrillière et de Châteauneuf
  - 1669–1700: Balthazar Phélypeaux de Châteauneuf, Marquis de Châteauneuf, Comte de Saint-Florentin
  - 1700–1725: Louis II. Phélypeaux, Marquis de La Vrillière, Seigneur de Châteauneuf, Marquis de Saint-Florentin
  - 1725–1775: Louis Phélypeaux, Marquis, dann Duc de La Vrillière, Comte de Saint-Florentin
- Secrétaires d’État aux Affaires étrangères:
  - 1626–1629: Raymond Phélypeaux, Seigneur d’Herbault
  - 1770–1771: Louis Phélypeaux, Duc de La Vrillière
- Secrétaires d’État à la Maison du Roi:
  - 1690–1699: Louis I. Phélypeaux, Comte de Pontchartrain
  - 1693–1715: Jérôme Phélypeaux, Comte de Pontchartrain
  - 1715–1718: Louis II. Phélypeaux Marquis de La Vrillière
  - 1718–1749: Jean-Frédéric Phélypeaux, Comte de Maurepas
  - 1749–1775: Louis Phélypeaux, Cmte de Saint-Florentin, Marquis, dann Duc de La Vrillière
- Secrétaires d’État à la Marine:
  - 1690–1699: Louis II. Phélypeaux de Pontchartrain, Comte de Maurepas
  - 1699–1715: Jérôme Phélypeaux, Comte de Pontchartrain
  - 1723–1749: Jean-Frédéric Phélypeaux, Comte de Maurepas
- Ministre d’État:
  - 1774–1781: Jean-Frédéric Phélypeaux, Comte de Maurepas